# Christian Seznec
Christian Seznec (Brest, 19 november 1952) is een voormalig Frans wielrenner. Seznec was beroepsrenner tussen 1976 en 1984 en nam onder andere negen keer deel aan de Ronde van Frankrijk waarin hij twee etappezeges boekte en twee keer in de Top 10 eindigde.

## Belangrijkste overwinningen
1978
- 4e etappe Criterium du Dauphiné Libéré
- 17e etappe Ronde van Frankrijk

1979
- 12e etappe Ronde van Frankrijk

## Resultaten in voornaamste wedstrijden
| Jaar | Ronde van Italië | Ronde van Frankrijk | Ronde van Spanje |
| ---- | ---------------- | ------------------- | ---------------- |
| 1976 |                  | 29e                 |                  |
| 1977 |                  | 22e                 |                  |
| 1978 |                  | 5e (1)              |                  |
| 1979 |                  | 22e (1)             | 8e               |
| 1980 |                  | 6e                  |                  |
| 1981 |                  | 36e                 |                  |
| 1982 |                  | 29e                 |                  |
| 1983 | 24e              | 20e                 |                  |
| 1984 |                  | opgave              |                  |

| Jaar | Milaan-San Remo | Amstel Gold Race | Parijs-Tours |  | Wereldranglijsten |
| ---- | --------------- | ---------------- | ------------ |  | ----------------- |
| 1976 |                 | 24e              | 40e          |  |                   |
| 1977 |                 |                  | 65e          |  |                   |
| 1978 |                 |                  |              |  | 23e (SPP)         |
| 1979 | 81e             |                  | 91e          |  |                   |
| 1980 |                 |                  |              |  |                   |
| 1981 |                 |                  |              |  |                   |
| 1982 |                 |                  | 79e          |  |                   |
| 1983 |                 | 53e              |              |  |                   |
| 1984 |                 |                  |              |  |                   |